# Belmont (Kalifornien)
Belmont ist eine Stadt im San Mateo County im US-Bundesstaat Kalifornien mit 28.335 Einwohnern (Stand: 2020).
Sie befindet sich in der San Francisco Bay Area auf der San Francisco Peninsula auf halber Strecke zwischen San Francisco und San Jose. Sie war ursprünglich Teil des Rancho de las Pulgas, nach dem eine seiner Hauptstraßen, die Alameda de las Pulgas, benannt ist. Die Stadt wurde 1926 zu einer Gemeinde erklärt.
Die Ralston Hall ist ein historisches Wahrzeichen, das vom Gründer der Bank of California, William Chapman Ralston, auf dem Campus der Universität Notre Dame de Namur errichtet wurde und auch die Notre Dame High School beherbergt. Es wurde um eine Villa herum gebaut, die früher dem Grafen Cipriani, einem italienischen Aristokraten, gehörte. Der örtlich berühmte "Waterdog Lake" befindet sich ebenfalls in den Ausläufern und im Hochland von Belmont.
Eines von zwei erhaltenen Gebäuden der Internationalen Panama-Pazifik-Ausstellung befindet sich in der Belmont Avenue (das andere ist der Palace of Fine Arts in San Francisco). Das Gebäude wurde kurz nach der Schließung der Ausstellung 1915 von E.D. Swift nach Belmont gebracht. Swift besaß eine große Menge Land in der Gegend.
Belmont hat nationale Aufmerksamkeit durch eine im Januar 2009 beschlossene Rauchverordnung erregt, die das Rauchen in allen Geschäften und mehrstöckigen Wohnungen und Eigentumswohnungen verbietet; die Verordnung wurde als eine der strengsten des Landes bezeichnet.

## Etymologie

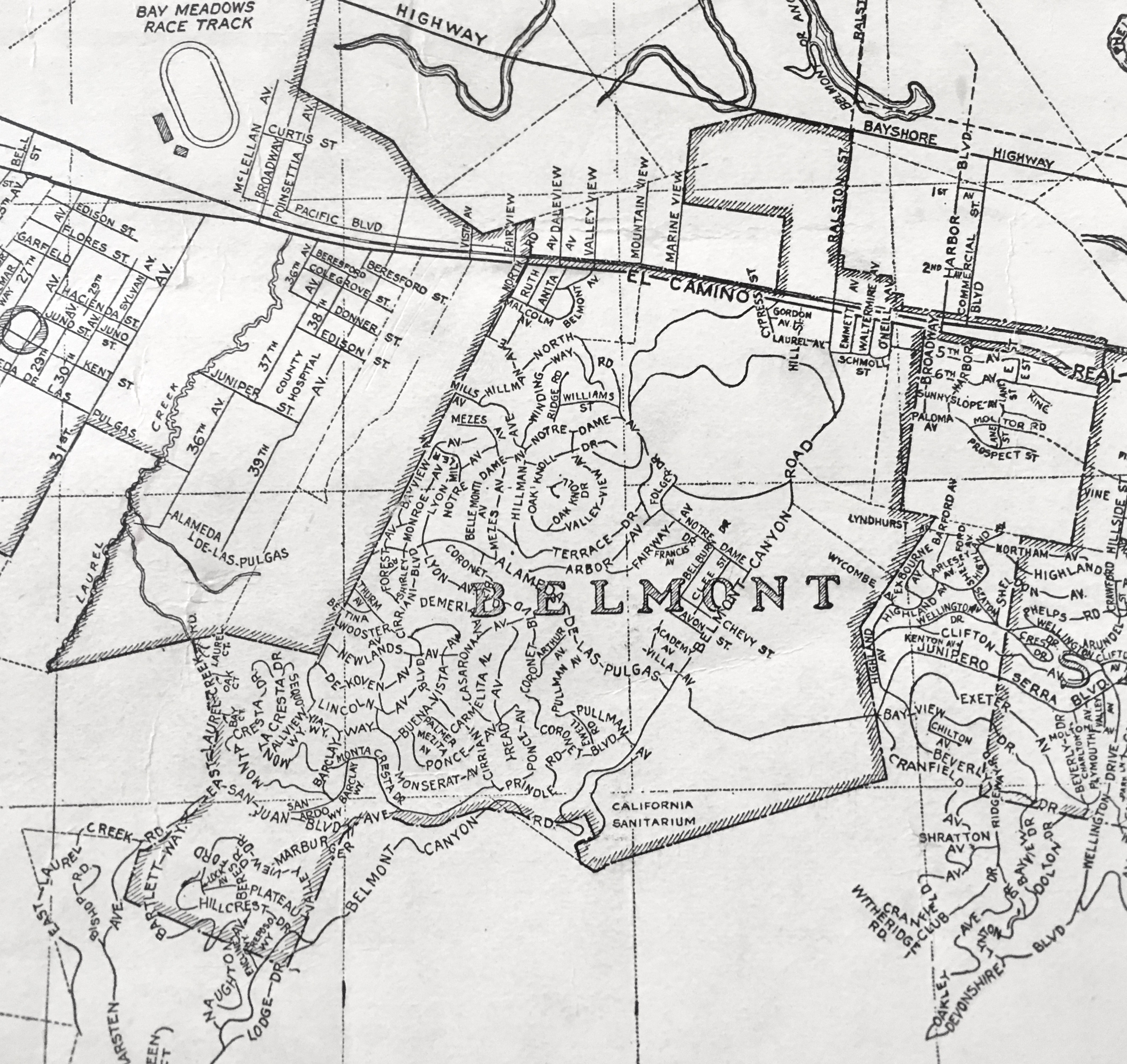
Stadtgrenzen und Straßen 1937

Der Name scheint vom italienischen "bel monte" abgeleitet zu sein, was "schöner Berg" bedeutet. Es wurde angeblich wegen seiner "symmetrisch gerundeten Eminenz" in der Nähe so genannt.

## Geographie

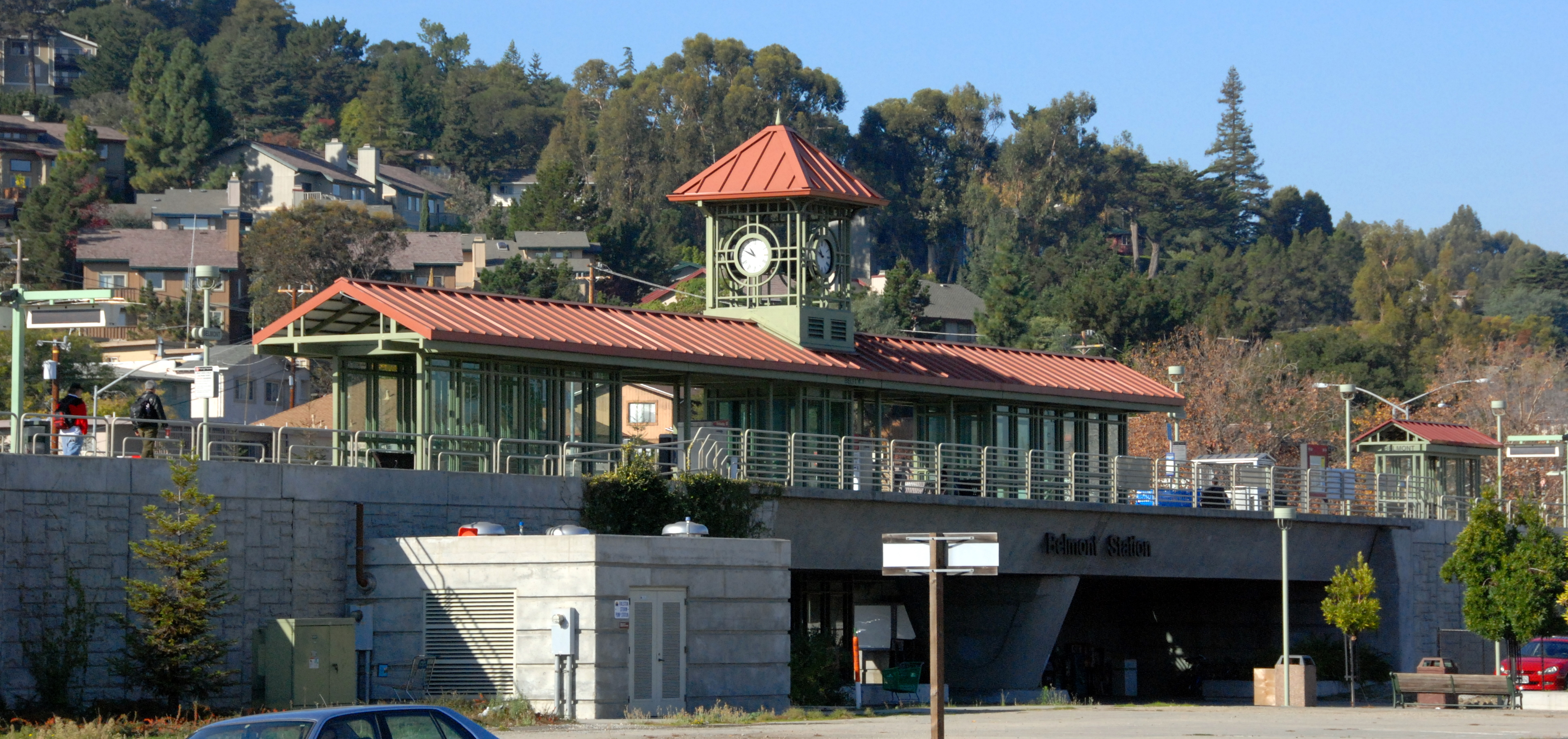
Bahnhof von Belmont

Belmont befindet sich unter 37°31′5″N 122°17′30″W (37.518087, -122.291673).
Nach Angaben des United States Census Bureau hat die Stadt eine Gesamtfläche von 10,9 km² (4,20 Quadratmeilen), davon 12 km² (4,6 Quadratmeilen) Land und 0,19 % Wasser.

## Demografie

### 2010
Bei der Volkszählung 2010 hatte Belmont 25.835 Einwohner. Die Bevölkerungsdichte betrug 5.579,8 Menschen pro Quadratmeile (2.154,4/km²). Die rassische Zusammensetzung von Belmont bestand aus 17.455 (67,6 %) Weißen, 420 (1,6 %) Afroamerikanern, 72 (0,3 %) Ureinwohnern, 5.151 (19,9 %) Asiaten, 198 (0,8 %) Pazifikinsulanern, 964 (3,7 %) von anderen Rassen und 1.572 (6,1 %) von zwei oder mehr Rassen. Hispanoamerikaner oder Latinos jeder Rasse waren 2.977 Personen (11,5 %).
Der Volkszählung zufolge lebten 25.321 Personen (98,0 % der Bevölkerung) in Haushalten, 394 (1,5 %) in nicht institutionalisierten Gruppenquartieren und 120 (0,5 %) waren institutionalisiert.
In 10.575 Haushalten lebten 3.251 (30,7 %) Kinder unter 18 Jahren, 5.630 (53,2 %) waren verschiedengeschlechtliche verheiratete Paare, die zusammen lebten, 830 (7,8 %) hatten eine Hausfrau ohne Ehemann, 391 (3,7 %) hatten einen männlichen Haushaltsvorstand ohne Ehefrau. Es gab 510 (4,8 %) unverheiratete verschiedengeschlechtliche Partnerschaften und 96 (0,9 %) gleichgeschlechtliche verheiratete Paare oder Partnerschaften. 2.904 Haushalte (27,5 %) waren Einpersonenhaushalte und 997 (9,4 %) hatten eine allein lebende Person, die 65 Jahre oder älter war. Die durchschnittliche Haushaltsgröße betrug 2,39. Es gab 6.851 Familien (64,8 % der Haushalte); die durchschnittliche Familiengröße betrug 2,95.
Die Altersverteilung betrug 5.395 Personen (20,9 %) unter 18 Jahren, 1.668 Personen (6,5 %) im Alter von 18 bis 24 Jahren, 7.645 Personen (29,6 %) im Alter von 25 bis 44 Jahren, 7.284 Personen (28,2 %) im Alter von 45 bis 64 Jahren und 3.843 Personen (14,9 %), die 65 Jahre oder älter waren. Das Medianalter betrug 40,9 Jahre. Auf 100 Frauen entfielen 95,4 Männer. Auf 100 Frauen im Alter von 18 Jahren und darüber kamen 92,5 Männer.
Es gab 11.028 Wohneinheiten mit einer durchschnittlichen Dichte von 2.381,8 pro Quadratmeile, von den bewohnten Einheiten waren 6.280 (59,4 %) selbst bewohnt und 4.295 (42,0 %) vermietet. Die Leerstandsrate bei Eigenheimbesitzern betrug 0,7 %; die Leerstandsrate bei Mietwohnungen lag bei 5,2 %. 16.473 Personen (63,8 % der Bevölkerung) lebten in Eigentumswohnungen und 8.848 Personen (34,2 %) in Mietwohnungen.

### 2000
Bei der Volkszählung 2000 gab es 25.123 Personen in 10.418 Haushalten, darunter 6.542 Familien, in der Stadt. Die Bevölkerungsdichte betrug 5.551,1 Menschen pro Quadratmeile (2.141,3/km²). Es gab 10.577 Wohneinheiten mit einer durchschnittlichen Dichte von 2.337,1 pro Quadratmeile (901,5/km²). Von den 10.418 Haushalten lebten 26,4 % mit Kindern unter 18 Jahren, 52,6 % waren zusammenlebende Ehepaare, 7,1 % hatten einen weiblichen Haushaltsvorstand ohne Ehemann, und 37,2 % waren Nicht-Familienmitglieder. 27,2 % der Haushalte waren Ein-Personen-Haushalte und 7,3 % waren Ein-Personen-Haushalte im Alter von 65 Jahren oder älter. Die durchschnittliche Haushaltsgröße lag bei 2,35 und die durchschnittliche Familiengröße bei 2,89.
Die Altersverteilung betrug 19,3 % unter 18 Jahren, 6,5 % von 18 bis 24, 35,9 % von 25 bis 44, 25,1 % von 45 bis 64 und 13,2 % 65 oder älter. Das Medianalter betrug 39 Jahre. Auf 100 Frauen entfielen 96,7 Männer. Auf 100 Frauen im Alter von 18 Jahren und darüber kamen 94,6 Männer.
Nach einer Schätzung aus dem Jahr 2007 betrug das Medianeinkommen für einen Haushalt in der Stadt 99.739 US-Dollar, und das durchschnittliche Familieneinkommen lag bei 122.515 US-Dollar. Männer hatten ein Medianeinkommen von 63.281 Dollar gegenüber 46.957 Dollar bei den Frauen. Das Pro-Kopf-Einkommen der Stadt betrug 42.812 Dollar. Etwa 1,7 % der Familien und 4,0 % der Bevölkerung befanden sich unterhalb der Armutsgrenze, darunter 3,2 % der unter 18-Jährigen und 4,8 % der über 65-Jährigen.
Im Mai 2009 stand Belmont auf Platz 11 der Forbes-Liste "Amerikas Top 25 Städte, um gut zu leben".

## Verwaltung

### Bundes- und Landesvertretung
In der kalifornischen Legislative gehört Belmont zum 13. Senatsdistrikt, vertreten durch den Demokraten Jerry Hill, und zum 22. Assembly District, vertreten durch den Demokraten Kevin Mullin.
Bundesweit liegt Belmont im 14. kalifornischen Kongressbezirk, vertreten durch die Demokratin Jackie Speier.
Nach Angaben des kalifornischen Außenministers hatte Belmont am 10. Februar 2019 15.827 registrierte Wähler. Davon sind 7.678 (48,5 %) registrierte Demokraten, 2.540 (16 %) registrierte Republikaner und 4.994 (31,6 %) haben die Gründung einer politischen Partei abgelehnt.

### Einrichtungen
Die Stadt wird von der Belmont Public Library der San Mateo County Libraries, einem Mitglied des Peninsula Library System, versorgt.
Die Stadt verfügt über eine Reihe von Parks. Dazu gehören Twin Pines Park, Waterdog Lake Open Space, Semeria Park und Davey Glen Park.
Die Ausbildung der Kinder wird von öffentlichen und privaten Einrichtungen angeboten. Schülerinnen und Schüler in Belmont haben über zwei Schulbezirke Anspruch auf öffentliche Schulbildung: Schulbezirk Belmont-Redwood Shores (Kindergarten bis zur Mittelstufe) und Sequoia Union High School District (Gymnasium). Es gibt auch mehrere Privatschulen. Die private Charles Armstrong School ist auf sprachbasierte Lernunterschiede, wie Legasthenie, spezialisiert.
Das größte Hotel der Stadt ist das Hyatt House, ein Apartment-Hotel, das aufgrund seiner Nähe zum Hauptsitz von Oracle vor allem Geschäftskunden bedient.

### Richtlinien zum Rauchen
Im Januar 2009 beschloss Belmont eine Verordnung, die das Rauchen in Stadtparks, allen Geschäften und allen mehrstöckigen Wohnungen und Eigentumswohnungen verbietet. Die Politik, die als das vielleicht strengste Anti-Raucher-Gesetz des Landes beschrieben wurde, war das Ergebnis einer Gruppe von Rentnern, die sich für die Stadt einsetzten, um zu verhindern, dass Passivrauch von benachbarten Orten in ihre Wohnungen dringt. Die Befürworter des öffentlichen Gesundheitswesens betrachten die Verordnung als eine neue Front im nationalen Kampf gegen den Tabak; Beamte der American Lung Association of California sagten: "Belmont durchbrach diese unsichtbare Barriere in dem Sinne, dass es das Abdriften von Rauch in Wohnungen als eine Frage des öffentlichen Gesundheitswesens behandelte".

## Wirtschaft

### Top-Arbeitgeber
Laut dem Umfassenden Jahresfinanzbericht 2018 der Stadt sind die Top-Arbeitgeber der Stadt:
| #  | Arbeitgeber                     | # Anzahl der Mitarbeiter |
| -- | ------------------------------- | ------------------------ |
| 1  | RingCentral, Inc.               | 443                      |
| 2  | Oracle America, Inc.            | 408                      |
| 3  | Planet Granite LLC              | 340                      |
| 4  | Autobahn Motors                 | 153                      |
| 5  | Roche Molecular Systems, Inc.   | 140                      |
| 6  | Silverado Senior Living         | 122                      |
| 7  | Safeway Store #1138             | 121                      |
| 8  | Carlmont Gardens Nursing Center | 101                      |
| 9  | Nikon Precision, Inc.           | 93                       |
| 10 | Volkswagen Group of America     | 88                       |

## Partnerstädte
- Namur, Belgien
- Belmont (Massachusetts), Vereinigte Staaten

## Persönlichkeiten
- Charles Hitchcock Adams (1868–1951), Chemiker, Holzhändler und Amateur-Astronom
- Amaechi Igwe (* 1988), Fußballspieler